# Comastoma polycladum
Comastoma polycladum är en gentianaväxtart som först beskrevs av Friedrich Ludwig Diels och Gilg, och fick sitt nu gällande namn av T.N. Ho. Comastoma polycladum ingår i släktet lappgentianor, och familjen gentianaväxter. Inga underarter finns listade i Catalogue of Life.